# Kekkaishi
Kekkaishi (jap. 結界師) ist eine Manga-Reihe der japanischen Zeichnerin Yellow Tanabe, die von 2003 bis 2011 im Manga-Magazin Shōnen Sunday erschienen ist. Der Manga wurde mit dem Shōgakukan-Manga-Preis 2006 in der Kategorie Shōnen ausgezeichnet. Die Reihe wurde auch als Anime-Fernsehserie und als drei Videospiele für Nintendo DS und Wii umgesetzt.
Das Werk handelt von Yoshimori Sumimura, dem Erben einer alten Familie, die eine magische Macht vor Dämonen, sogenannten Ayakashi, beschützt. Der Manga kann in die Genre Shōnen, Komödie, Action und Abenteuer eingeordnet werden.

## Inhalt
Vor langer Zeit griffen Dämonen, die Ayakashi, einen Fürst an, um dessen magischen Kräfte zu stehlen und die Welt zu beherrschen. Doch der Mönch Tokimori Hazama hielt die Dämonen auf. Nachdem der Fürst starb, versiegelte er dessen Macht in Karasumori. Seine beiden Schüler wachten nun darüber, dass die Ayakashi die Macht nicht an sich rissen. Dabei bedienten sie sich ihrer magischen Künste, „Kekkai“, im Kampf gegen die Dämonen. Die Kekkai sind magische Schutzschilde, mit denen die Dämonen und Geister gefangen und zerstört werden können. Fünfhundert Jahre später beschützen die Nachkommen der beiden Schüler als Kekkaishi noch Karasumori. Von ihnen stammen die zwei Familien Yukimura und Sumimura ab, die sich nun jedoch um den Titel des legitimen Nachfolgers des Mönches streiten.
Der 14-jährige Yoshimori Sumimura (墨村 良守), Erbe der Sumimura, beherrscht sehr starke Kekkai, kann mit diesen jedoch nur schlecht umgehen. Obwohl er eigentlich kein Kekkaishi sein wollte, entwickelte er nach Erlebnissen mit Ayakashi in seiner Kindheit besonders Tokine gegenüber einen starken Beschützerinstinkt. Er wird bei der Dämonenjagd unterstützt vom Dämonenhund Madarao (斑尾), der die Ayakashi aufspüren kann. Dieser ist bereits über 500 Jahre alt.
Tokine Yukimura (雪村 時音) ist die Erbin der anderen Kekkaishi-Familie und ist Yoshimori in Geschicklichkeit und Wissen weit überlegen. Allerdings sind ihre Kekkai im Vergleich zu Yoshimoris sehr schwach. Ihr Begleiter ist der 400 Jahre alte Dämonenhund Hakubi (白尾).

## Manga
Yellow Tanabe erfand für die Geschichte die „Kekkai“-Kunst als Kampfkunst. Die Bezeichnung Kekkai ist für Schutzschilde oder Bannkreise bereits älter. Die Serie wurde im Manga-Magazin Shōnen Sunday des Verlags Shogakukan veröffentlicht. Sie startete in Ausgabe 47/2003 und endete in Ausgabe 19/2011, die am 6. April 2011 erschien. Die Kapitel wurden auch in bisher 35 Tankōbon (Sammelbänden) herausgebracht, die zwischen dem 18. Februar 2004 und dem 18. Februar 2011 erschienen sind.
Viz Media veröffentlicht den Manga auf Englisch in Nordamerika, außerdem erscheint die Reihe im indonesischen Magazin Shonen Star. Das Werk wurde auch ins Französische und Italienische übersetzt. Auf Deutsch erschien der Manga ab Dezember 2007 bei Carlsen Comics. Im Januar 2013 wurde die Veröffentlichung mit dem 20. Band abgebrochen.

## Anime
Im Jahr 2006 produzierte das Studio Sunrise eine Anime-Fernsehserie mit 52 Folgen zum Manga Kekkaishi. Dabei führte Kenji Kodama Regie, Hirotoshi Takaya übernahm das Charakter-Design und Shigemi Ikeda die künstlerische Leitung. Die Serie wurde ab dem 16. Oktober 2006 auf den Sendern YTV und Nippon TV in Japan ausgestrahlt.
Der Anime wurde in Taiwan von Taiwan Television, in Malaysia von 8TV sowie in den USA von Adult Swim gesendet und auf Hulu gestreamt. Außerdem gibt es Übersetzungen ins Koreanische und Tagalog.

### Synchronisation
| Rolle              | japanischer Synchronsprecher (Seiyū) |
| ------------------ | ------------------------------------ |
| Yoshimori Sumimura | Hiroyuki Yoshino                     |
| Tokine Yukimura    | Rie Saitou                           |
| Madarao            | Takeharu Onishi                      |
| Hakubi             | Masanori Ishii                       |
| Gen Shishio        | Eiji Miyashita                       |

### Musik
Die Musik der Serie stammt von Taku Iwasaki. Für den Vorspann verwendete man Sha la la -Ayakashi NIGHT (Sha la la -アヤカシNIGHT-) mit Saeka Uura. Für den Abspann wurden vier Titel produziert:
- Akai Ito (赤い糸) mit Koshi Inaba
- Sekaijū Doko o Sagashite mo (世界中どこを探しても) mit Aiko Kitahara
- Mai Mirai (マイミライ) mit Saeka Uura
- Kyūkei Jikan Juppun (休憩時間10分) mit Saeka Uura

## Videospiele
Namco Bandai Games veröffentlichte zwei Spiele-Adaptionen des Mangas für die Konsole Nintendo DS 2007. Im selben Jahr im September erschien bei Bandai Namco das Spiel Kekkaishi: Kokubōrō no Kage (結界師 黒芒楼の影) für die Wii.

## Rezeption
Der Manga war in Japan ein kommerzieller Erfolg. Der letzte Band verkaufte sich in den ersten beiden Wochen nach Veröffentlichung über 170.000 Mal. Mit fast 1,3 Millionen Verkäufen stand die Serie auf Platz 34 der meistverkauften Mangas des Jahres 2011. 2007 erhielt Yellow Tanabe für Kekkaishi den 52. Shōgakukan-Manga-Preis.
Die deutsche Zeitschrift Animania nennt Kekkaishi einen „temporeichen Fantasy-Action-Manga“, der mit der Fehde der beiden „kauzigen“ Familien auch einiges an Comedy zu bieten habe. Da das Hauptaugenmerk auf spaßiger Action liege, sei die Dämonenjagd eher unblutig aber dennoch dynamisch. Dazu komme einige Romantik durch die Beziehung zwischen Yoshimori und Tokine, die zwar an Romeo und Julia erinnere aber nicht so tragisch verlaufe. Der Zeichenstil ist einfach gehalten, die Gesichter rundlich, und versprühe einen klassischen Charme.